# Younès Kaabouni
Younès Kaabouni (Bordeaux, 23 de maio de 1995) é um futebolista profissional franco que atua como meia.

## Carreira
Younès Kaabouni começou a carreira no Bordeaux.